# Pastel de cerveza

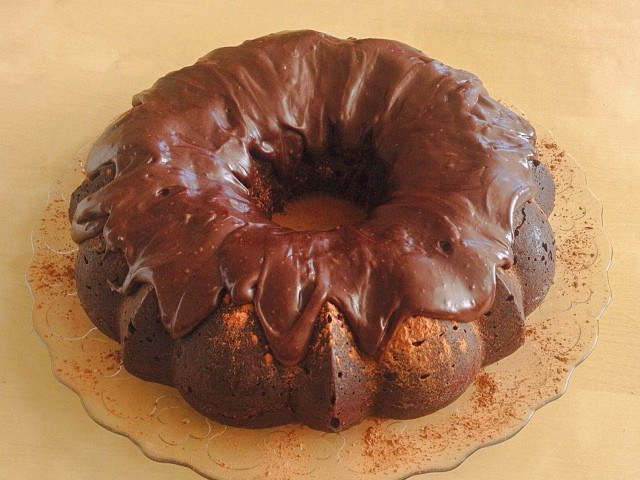
Un bizcocho de chocolate con cerveza fuerte

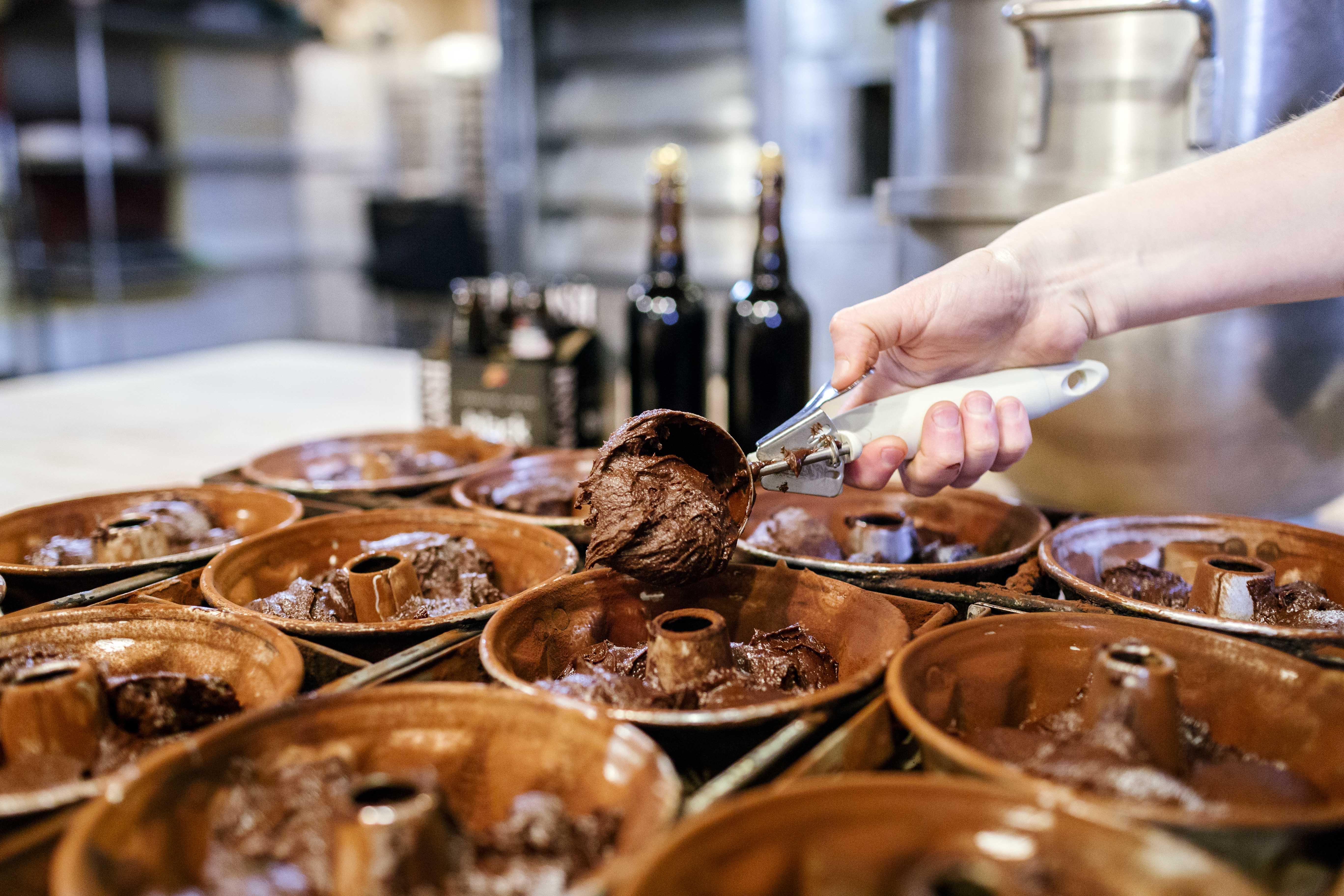
Masa de pastel de chocolate preparada con cerveza fuerte y colocada en moldes.

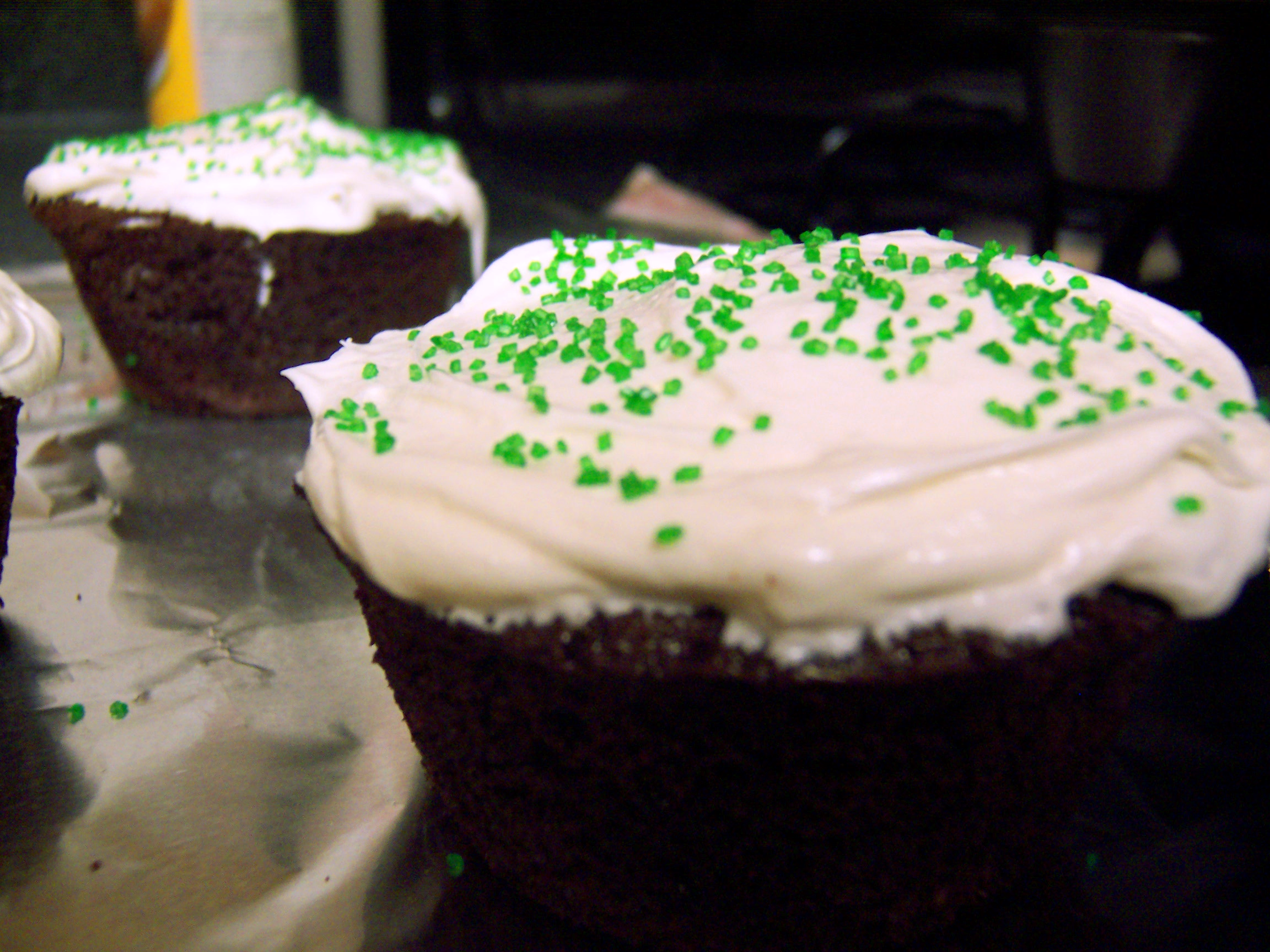
Cupcakes preparados con cerveza negra Guinness seca

El pastel de cerveza es una postre que se prepara utilizando cerveza como ingrediente principal, además de otros ingredientes típicos de los pasteles. Los pasteles de cerveza de chocolate pueden incluir cerveza negra y cerveza negra de chocolate, y algunos pasteles de pan de jengibre incluyen cerveza en su preparación. La tribu Rabha de la India utiliza un tipo de pastel de cerveza preparado con arroz para crear vino de arroz y fotika, un licor. Existen variaciones del pastel de cerveza, como el pastel de cerveza de raíz.

## Descripción general
La cerveza utilizada en un pastel de cerveza puede impartir un sabor a levadura al pastel. El glaseado de un pastel de cerveza también se puede preparar utilizando cerveza como ingrediente principal. La cerveza negra y la cerveza negra con chocolate se utilizan a veces en la preparación de pasteles de cerveza con chocolate.
También existen variaciones en la preparación, como el uso de frutas en la preparación del pastel de cerveza, como los arándanos. Una técnica consiste en triturar fruta en un vaso, al que se le añade cerveza, y la mezcla resultante se utiliza luego como ingrediente en la masa del pastel. La fruta también se puede utilizar para adornar un pastel de cerveza.

## Bolo de cerveja
El pastel de cerveza en Brasil y Portugal puede denominarse "Bolo de cerveja".

## Pastel de pan de jengibre
Algunos pasteles de pan de jengibre se preparan como pasteles de cerveza con la adición de cerveza; la cerveza puede servir para realzar el sabor y la riqueza del pastel. En los pasteles de jengibre, el uso de una cerveza oscura puede aumentar el sabor del pastel al complementar las especias utilizadas en el plato. Por el contrario, el uso de varios estilos de cerveza tiene el potencial de disminuir la calidad de un pastel de jengibre. Por ejemplo, el uso de una cerveza dorada puede crear un pastel amargo, y el uso de una cerveza negra puede darle demasiada pesadez al pastel.

## Pastel de cerveza y arroz
La tribu Rabha en el distrito Goalpara, estado de Assam, India, comúnmente se refiere al pastel de cerveza y arroz como bakhor, phap o surachi, donde se usa para crear vino de arroz, conocida como choko, que luego se puede destilar para crear un licor llamado fotika. El pastel de cerveza y arroz se prepara utilizando arroz molido hasta obtener una pasta y varias plantas, que se mezcla con arroz cocido y crema de cerveza y arroz previamente preparada. Un tipo de red de bambú cilíndrica llamada janthise se coloca dentro de un recipiente conocido como jonga, y el pastel de arroz y cerveza se coloca en el jonga fuera de donde se coloca el janthi. La jonga se sella cuidadosamente con una hoja de plátano calentada al fuego y la mezcla se deja fermentar. Después de la fermentación el líquido del janthi se puede beber como cerveza de arroz. Para crear el licor fotika, al líquido del janthi se le agrega pastel de arroz adicional y agua, y luego se deja fermentar un poco más. Después de este tiempo, la mezcla se destila para crear el potente licor fotika. La gente de la tribu Rabha cree que la fotika tiene propiedades curativas para personas con enfermedades psiquiátricas.

## Pastel de cerveza de raíz
El pastel de cerveza de raíz es un tipo de pastel de cerveza que se prepara con cerveza de raíz como ingrediente principal. Las preparaciones de cerveza de raíz pueden ser alcohólicas o no alcohólicas.

## Pastel Porter
El pastel Porter es un pastel tradicional irlandés que, según algunas personas, está asociado con el Día de San Patricio. Es un pastel de frutas elaborado tradicionalmente con cerveza Porter, aunque se pueden sustituir por cerveza negra como Guinness.